# Castell d'Alòs
Castell d'Alòs és un castell amb elements romànics i gòtics d'Alòs de Balaguer (Noguera) declarat bé cultural d'interès nacional.

## Descripció
El castell d'Alòs de Balaguer és situat damunt d'un serrat sobre el poble d'Alòs. Controlava el pas del riu Segre, que passa per sota seu, a la banda meridional.
Es conserven diversos elements que pertanyen a èpoques diferents. Al cim del turó hi ha una torre circular d'uns 18 m d'alçada però d'aquests, uns 10 m fan de paret de tancament d'algunes de les sales meridionals. A l'espai superior, es conserva una part de la cúpula que la cobria i, és possible que a la part inferior hi hagués una altra sala coberta amb cúpula. Es pot veure una espitllera doble: d'una obertura interna única, acabada amb un arc de mig punt, surten dues espitlleres orientades en direccions diferents.

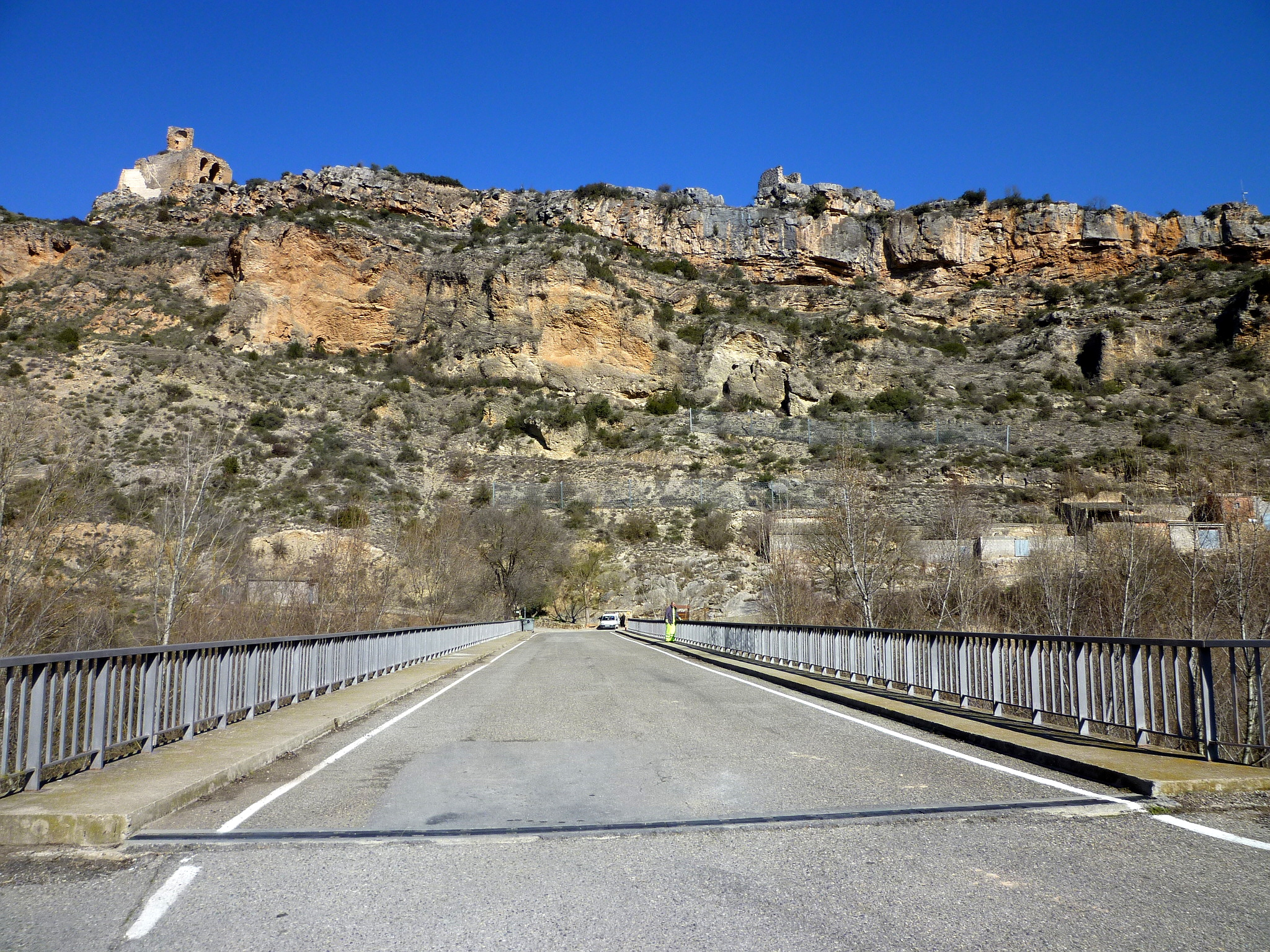
El castell des del pont nou

Un altre element és una muralla en forma d'esperó truncat que hi ha a la banda nord, que té una alçada d'uns 10 m. Té diverses espitlleres i uns solcs horitzontals. Aquestes rases estan separades entre elles uns 2 o 3 metres i permeten relacionar aquesta construcció amb fortificacions musulmanes com, per exemple, el castell de Castros a Castella. L'ús és desconegut; algunes teories indiquen que són decoratives però altres creuen que eren elements funcionals emprats a l'hora de fer la part superior de la muralla o que estiguessin ocupats per elements de fusta per reforçar i assegurar més bé el lligam dels materials del mur.
En un moment posterior a l'edificació de la torre es van construir una sèrie de sales als seus costats est i sud. Totes les sales, distribuïdes en dos nivells, estan cobertes per amb voltes lleugerament apuntades. A la part alta de les parets, abans de començar la volta, tenen una cornisa seguida.
A la banda meridional hi ha les restes d'un recinte molt gran i, a un nivell una mica inferior, hi ha les restes d'un portal d'accés. A tocar del poble, hi ha una fortificació clarament d'època gòtica, feta amb carreus encoixinats.
Es pot suposar que hi havia una primera construcció musulmana, a la qual correspondria part del mur nord; aquesta construcció potser fou feta al segle x. Després de la conquesta cristiana, a l'inici del segle xi, s'afegiria la torre circular. Al final del segle xii o al segle xiii, es construïren les diverses sales meridionals. Segurament, ja en època feudal es construïren bona part de les muralles que es veuen ara. Finalment, en època tardana dins de l'edat mitjana, es va bastir la fortificació de l'extrem meridional.

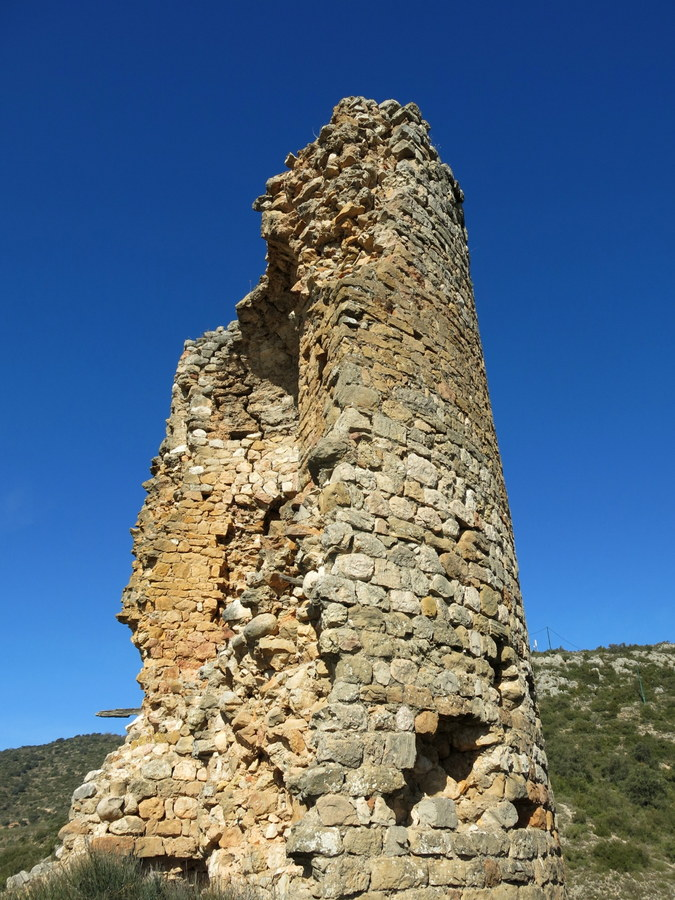
Castell d'Alòs de Balaguer (març 2019)

Febrer 2019. Uns estudis encomanats per la Diputació de Lleida, i dirigits per l'arquitecte i professor de la UPC, Jordi Morros, han descobert que la construcció del castell d'Alòs de Balaguer va començar al segle viii, concretament cap a l'any 730. L'estudi de datació s'ha fet per radiocarboni (carboni 14) i situa el castell d'Alòs de Balaguer com un dels monuments defensius més antics conservats a Catalunya, i com una possible fortificació islàmica o carolíngia.

## Història
Si bé no es coneix informació directa sobre els orígens del castell, se'n coneix que entre els anys 1015 i 1016 fou conquerit pel comte Ramon Borrell I de Barcelona. Poc després i a la mort del comte el castell tornà a mans musulmanes. El 1024 se'n feu la conquesta definitiva, moment en què s'establí un conveni entre Ramon Berenguer I de Barcelona i Ermengol II d'Urgell, pel qual el primer donava el domini directe del castell, juntament amb altres, al comte d'Urgell. L'any 1058, el comte d'Urgell Ermengol III d'Urgell infeudà el castell d'Alòs a Arnau Mir de Tost. Quan aquest morí, el llegà a la seva filla Letgarda i al seu net Guerau Ponç II de Cabrera, amb la condició que havien de posseir-ho com a feu pel comte d'Urgell. El castell estigué integrat durant els segles xii i xiii al vescomtat d'Àger, tot i que el domini eminent de la fortalesa correspongué als comtes d'Urgell. Posteriorment, al segle xvii consta que el castell fou utilitzat per destacaments militars durant la guerra dels Segadors i era del capítol de la Seu d'Urgell fins a l'any 1831. L'any 1969 es va intentar subhastar però finalment va poder ser adquirit pel municipi. El 5 de febrer de 1973 va passar a formar part del patrimoni de la Diputació de Lleida.